# Tomba dei giganti di Osono

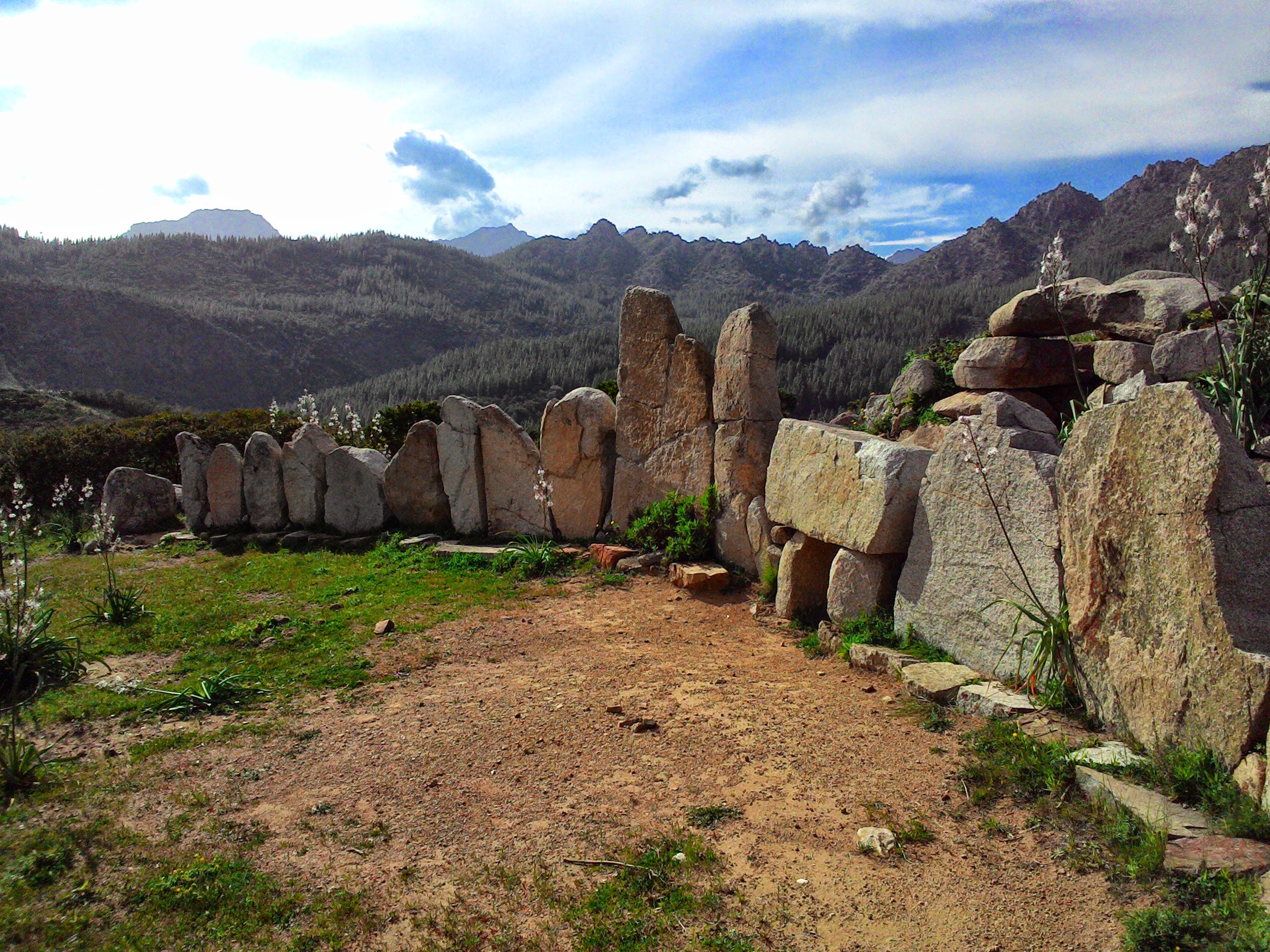
Tomba dei giganti di Osono - vista ad altezza d'uomo

La tomba dei giganti di Osono è una tomba dei giganti, tipico monumento funerario costituito da sepolture collettive appartenenti alla età nuragica e presenti in tutta la Sardegna, scoperta nei primi anni novanta in località Osono presso Triei.
Secondo gli archeologi che hanno guidato la campagna di scavi è possibile datare la sua costruzione intorno al 1600 a.C., classificandola fra le più antiche mai rinvenute.
La sua particolarità è quella di essere stata costruita in due tempi diversi, la prima parte, con il corridoio centrale, è stata datata al 1600 a.C., mentre l'esedra è stata aggiunta in seguito, intorno al 900 a.C.

## Voci Correlate
- Tombe dei giganti della provincia dell'Ogliastra
- civilta nuragica